# Leichtathletik-Länderkämpfe mit deutscher Beteiligung 1937
| Leichtathletik-Länderkämpfe mit deutscher Beteiligung 1937 | Leichtathletik-Länderkämpfe mit deutscher Beteiligung 1937 | Leichtathletik-Länderkämpfe mit deutscher Beteiligung 1937 | Leichtathletik-Länderkämpfe mit deutscher Beteiligung 1937 |
| ---------------------------------------------------------- | ---------------------------------------------------------- | ---------------------------------------------------------- | ---------------------------------------------------------- |
|                                                            |                                                            |                                                            |                                                            |
| 1. Länderkampf 1937, Gehen (M): SWE – GER                  |                                                            |                                                            |                                                            |
| Skillinge Juni 1937                                        | Skillinge Juni 1937                                        | 1. SWE 2. GER                                              | 29 P 15 P                                                  |
| 2. Länderkampf 1937, Männer: GER – FRA                     |                                                            |                                                            |                                                            |
| München 8. August 1937                                     | München 8. August 1937                                     | 1. GER 2. FRA                                              | 103 P 48 P                                                 |
| 3. Länderkampf 1937, Männer: ENG – GER                     |                                                            |                                                            |                                                            |
| London 14. August 1937                                     | London 14. August 1937                                     | 1. ENG 2. GER                                              | 67 P 59 P                                                  |
| 4. Länderkampf 1937, Männer: DNK – GER                     |                                                            |                                                            |                                                            |
| Kopenhagen 20. August 1937                                 | Kopenhagen 20. August 1937                                 | 1. GER 2. DNK                                              | 104 P 76 P                                                 |
| 5. Länderkampf 1937, Männer: GER – AUT                     |                                                            |                                                            |                                                            |
| Nürnberg 21./22. August 1937                               | Nürnberg 21./22. August 1937                               | 1. GER 2. AUT                                              | 118 P 77 P                                                 |
| 6. Länderkampf 1937, Männer: POL – GER                     |                                                            |                                                            |                                                            |
| Warschau 21./22. August 1937                               | Warschau 21./22. August 1937                               | 1. GER 2. POL                                              | 96 P 72 P                                                  |
| 7. Länderkampf 1937, Männer: GER – BEL                     |                                                            |                                                            |                                                            |
| Wuppertal 21./22. August 1937                              | Wuppertal 21./22. August 1937                              | 1. GER 2. BEL                                              | 112 P 74 P                                                 |
| 8. Länderkampf 1937, Frauen: GER – NLD                     |                                                            |                                                            |                                                            |
| Wuppertal 22. August 1937                                  | Wuppertal 22. August 1937                                  | 1. GER 2. NLD                                              | 48 P 34 P                                                  |
| 9. Länderkampf 1937, Männer: GER – CSK                     |                                                            |                                                            |                                                            |
| Dresden 22. August 1937                                    | Dresden 22. August 1937                                    | 1. GER 2. CSK                                              | 129 P 79 P                                                 |
| 10. Länderkampf 1937, Männer: GER – CHE                    |                                                            |                                                            |                                                            |
| Karlsruhe 22. August 1937                                  | Karlsruhe 22. August 1937                                  | 1. GER 2. SUI                                              | 90 P 68 P                                                  |
| 11. Länderkampf 1937, Männer: GER – SWE                    |                                                            |                                                            |                                                            |
| Berlin 18./19. September 1937                              | Berlin 18./19. September 1937                              | 1. SWE 2. GER                                              | 107 P 101 P                                                |
| Chronik                                                    |                                                            |                                                            |                                                            |
| ← Länderkämpfe 1935                                        | ← Länderkämpfe 1935                                        | Länderkämpfe 1938 →                                        | Länderkämpfe 1938 →                                        |

Im Jahr 1937 wurden elf Leichtathletikländerkämpfe ausgetragen, so viele wie nie zuvor in einer Saison. Sechs hatte die Höchstanzahl zuvor betragen. Im Vorjahr hatte es wegen der alleinigen Konzentration auf die Olympischen Spiele keinen einzigen Leichtathletik-Länderkampf gegeben.
Jüdische Sportlerinnen und Sportler hatten es nach den Lockerungen der Bedingungen im Olympiajahr 1936 nun wieder umso schwerer. Die Teilnahme an Länderkämpfen mit deutscher Beteiligung war ihnen aufgrund des Arier-Erlasses aus dem Jahr 1933 sowie der Nürnberger Gesetze verwehrt.

## Flagge des Deutschen Reichs
Mit dem Reichsflaggengesetz (RGBl. I S. 1145) verordnete der Reichstag vom 15. September 1935 an für alle offiziellen Anlässe des Deutschen Reichs den Einsatz einer neuen Reichsflagge. Auch für Sportereignisse und die Darstellung von Sportresultaten wurde im Deutschen Reich von da an diese Flagge eingesetzt. So lässt es sich nicht vermeiden, die Fahne mit dem Hakenkreuzsymbol im Sinne einer zeitgerechten Darstellung auch hier in Wikipedia-Artikeln zu verwenden.

## Bilanz
Eine Ballung von Länderkämpfen gab es vom 20. bis 22. August. An diesem Datum fand der Länderkampf gegen Dänemark in Kopenhagen statt. Am 21./22. August wurden gleich drei Vergleiche ausgetragen: gegen Österreich in Nürnberg, gegen Polen in Warschau und gegen Belgien in Wuppertal. Am 22. August hießen dann die Gegner Tschechoslowakei (in Prag) und Schweiz (in Karlsruhe). An diesem Wochenende mussten demnach sechs Nationalteams mit unterschiedlicher Besetzung zusammengestellt werden. Alle diese sechs Begegnungen gestaltete Deutschland siegreich.
Ebenfalls am 22. August trugen die Frauen ihren Vergleich mit den Niederlanden aus und gesellten sich in Wuppertal am zweiten Tag der Männerbegegnung mit Belgien dazu.
Erstmals gab es gleich zu Beginn der Länderkampfsaison 1937 im Juni einen reinen Vergleich der Geher. Gegner war Schweden, das die Begegnung mit seinen starken Gehern für sich entscheiden konnte. Für die Männer wurden Aufeinandertreffen mit Ländern wie schon früher ausgetragen und darüber hinaus gab es mit Dänemark, Belgien und Polen drei neue Gegner. Auch die Frauen traten in ihrem Länderkampf gegen die Niederlande gegen ein Team an, mit dem es vorher noch kein Aufeinandertreffen gegeben hatte.
Die Männer mussten gegen England und Schweden sowie auch im Gehervergleich mit Schweden insgesamt drei Niederlagen einstecken. Dagegen standen Siege gegen Frankreich, Dänemark, Österreich, Polen, Belgien, die Tschechoslowakei und die Schweiz, sodass die Bilanz mit sieben Siegen und drei Niederlagen positiv ausfiel. Die Männer hatten damit am Ende der Saison von ihren seit dem ersten Länderkampf 1921 insgesamt 44 Vergleichen 38 Siege erzielt und sechs Niederlagen erlitten. Gegen Schweden und Finnland hatte Deutschland bei all seinen Vergleichen den Kürzeren gezogen. Alle weiteren Bilanzen mit anderen Gegnern waren positiv und außer gegen England hatte es keine weitere Niederlage gegeben.
Die Frauen fügten ihrer Serie im Vergleich mit den Niederlanden einen weiteren Erfolg hinzu. Ihre Bilanz stand seit dem ersten Frauenländerkampf 1928 nun bei fünf Siegen gegenüber drei Niederlagen. Verloren hatten die Frauen zweimal gegen England und einmal gegen das Britische Empire. Jeweils einen Sieg hatte es gegeben gegen England, Japan und die Niederlande, zweimal erfolgreich waren Deutschlands Leichtathletinnen gegen Polen.
In der Gesamtsumme aller Länderkämpfe mit deutscher Beteiligung hatten Deutschlands Leichtathleten von 52 Vergleichen 43 gewonnen und neun verloren. Eine der Niederlagen stammte dabei aus einem zweiten Platz in einem von Schweden siegreich gestalteten Fünf-Länderkampf.

## Wertungsmodus
Die Regeln zur Punktevergabe in den verschiedenen Begegnungen blieben weiterhin unterschiedlich, noch hatte sich ein durchgängig festes Wertungssystem nicht etabliert. Abweichungen gab es sowohl in den Einzelwettbewerben als auch in den Staffeln.

## Geher-Länderkampf der Männer gegen Schweden
Zum ersten Mal wurde ein Gehwettbewerb als Ländervergleich mit deutscher Beteiligung ausgetragen. Gastgeber war im Juni der schwedische Ort Skillinge in der Gemeinde Simrishamn. Auf dem Programm standen mit den Gehdistanzen über zehn und 25 Kilometer zwei Wettbewerbe, in denen jeweils drei Geher pro Land antraten. Der Sieger wurde mit sieben Punkten gewertet, für Platz zwei gab es fünf, für Platz drei vier Punkte usw. Der sechste Platz stand noch mit einem Punkt zu Buche. Gegen Schwedens Sportler waren ihre deutschen Konkurrenten deutlich unterlegen. Der Endstand lautete 29 zu 15 für Schweden.

## Länderkampf der Männer gegen Frankreich
Der traditionelle Vergleich mit Frankreich stand als zweiter Länderkampf des Jahres 1937 am 8. August in München zum elften Mal an. Gewertet wurde hier wie immer in diesen Aufeinandertreffen nach dem später üblichen System. Einzeldisziplinen: Pl. 1: 5 P, Pl. 2: 3 P, …, Pl. 4: 1 P / Staffel: Pl. 1: 3 P, Pl. 2: 3 P. Auch in diesem Jahr setzte sich Deutschland mit 103 zu 48 Punkten ähnlich klar durch wie im Vorjahr.

## Länderkampf der Männer gegen England
Das dritte Aufeinandertreffen mit England war auch der dritte Länderkampf im Jahr 1937 und wurde am 14. August in London ausgetragen. In den Laufdisziplinen wurde das angelsächsische Maßmodell mit Yards und Meilen angewendet. Gewertet wurde wie gegen Frankreich nach dem später üblichen System. Diesmal konnten die Engländer mit 69 zu 57 Punkten ihren ersten Sieg gegen Deutschlands Leichtathleten verbuchen.

## Länderkampf der Männer gegen Dänemark
Zum ersten Mal traten die deutschen Leichtathleten gegen Dänemark an. Gastgeber war am 20. August die dänische Hauptstadt Kopenhagen. Obwohl an dem betreffenden Wochenende noch fünf weitere Länderkämpfe der Männer stattfanden, starteten in diesem Aufeinandertreffen in den Läufen nicht wie üblich zwei, sondern drei Athleten pro Land und Disziplin. Die technischen Wettbewerbe wurden wie üblich mit je zwei Teilnehmern pro Land und Disziplin durchgeführt. Die Wertung in den Einzeldisziplinen richtete sich umgekehrt an der Platzierung aus, das heißt (1) in den Läufen: Pl. 1: 6 P, Pl. 2: 5 P, …, Pl. 6: 1 P / (2) in den Sprung-/Stoß- und Wurfwettbewerben: Pl. 1: 4 P, Pl. 2: 3 P, …, Pl. 4: 1 P. In der einzigen Staffel gab es für Platz eins drei Punkte und für Platz zwei einen Punkt.

## Länderkampf der Männer gegen Österreich
Auf Österreich war Deutschland im Rahmen eines Fünf-Länderkampfs im Jahr 1925 bereits einmal getroffen. 1937 wurde nun in Nürnberg am 21./22. August die erste Zwei-Länderbegegnung zwischen den beiden Nationen ausgetragen. Gewertet wurde nach dem später üblichen System. Deutschland gewann mit 118 zu 77 Punkten sehr deutlich.

## Länderkampf der Männer gegen Polen
Ebenfalls am 21./22. August fand die Begegnung der deutschen Leichtathleten mit Polen statt. Sie wurde in der polnischen Hauptstadt Warschau ausgetragen. Hier erhielt der Sieger eines Einzelwettbewerbs nur vier statt fünf Punkte. Ansonsten gab es in der Wertung keine Abweichungen vom Standard. Am Ende hieß es 96 zu 72 Punkte für Deutschland.

## Länderkampf der Männer gegen Belgien
Belgien war am 21./22. August in Wuppertal erstmals Gegner eines deutschen Leichtathletikteams. Hier wurde in den Einzeldisziplinen nach dem später standardisierten System gewertet. In den Staffeln gab es für den Sieger sieben und für den Zweiten zwei Punkte. Deutschland hatte am Ende 112 Punkte gegenüber 74 der Belgier gesammelt.

## Länderkampf der Frauen gegen die Niederlande
Am zweiten Tag des Männervergleichs mit Belgien in Wuppertal, dem 22. August, gesellten sich Deutschlands Leichtathletinnen dem Aufeinandertreffen dazu. In ihrer einzigen Begegnung der Saison 1937 trafen die deutschen Frauen auf die Niederlande. Auch hier wurde in den Einzeldisziplinen nach dem später standardisierten System gewertet. Die siegreiche Staffel erhielt vier Punkte gegenüber einem Punkt für das Team auf Rang zwei. Deutschlands Leichtathletinnen besiegten ihre Konkurrentinnen mit 48 zu 34 Punkten.

## Länderkampf der Männer gegen Tschechoslowakei
Einen weiteren Vergleich des 22. Augusts trugen die deutschen Männer in Dresden gegen die Tschechoslowakei aus, auf die Deutschland zusammen unter anderem mit Österreich im Fünf-Ländervergleichs 1925 bereits einmal getroffen war. Die Einzeldisziplinen wurden standardmäßig gewertet, die Staffeln abweichend vom Standard mit acht zu drei Punkten. Deutschlands Sieg war mit 129 zu 79 deutlich.

## Länderkampf der Männer gegen die Schweiz
Auch die Begegnung mit der Schweiz wurde am 22. August ausgetragen. Schauplatz war die deutsche Stadt Karlsruhe. Es wurde das gegen die Schweiz übliche Wertungssystem eingesetzt mit vier statt fünf Punkten für Platz eins in den Einzeldisziplinen und drei zu eins in den Staffeln. Im sechzehnten Vergleich der beiden Länder siegte Deutschland zum sechzehnten Mal, diesmal mit 90 zu 68 Punkten.

## Länderkampf der Männer gegen Schweden
Als elften und letzten Länderkampf in dieser Saison gab es das dritte Aufeinandertreffen in einem Vergleich über alle leichtathletischen Disziplinen hinweg mit Schweden. Die Geher hatten im Juni einen weiteren speziellen Vergleich ausgetragen. Alle diese Begegnungen hatten Schwedens Sportler für sich entschieden und auch diesmal war das so. Wiederum fiel das Resultat mit 107 zu 101 Punkten knapp aus. Über zwei Tage verteilt fand die Veranstaltung am 18./19. September in Berlin statt. Die Punkteverteilung in den Einzeldisziplinen entsprach dem Standard. In der Staffel wurde mit vier zu eins gewertet.

## Weblink
- Siege an allen sieben Fronten, Berichte zu am 21./22. August parallel stattfindenden sechs Männerländerkämpfen und einem Frauenvergleich. In: Ostdeutsche Morgenpost 23. August 1937 (PDF; 1532 KB), S. 3, sbc.org.pl, abgerufen am 13. Dezember 2024

## Hinweis
1. ↑  siehe dazu den Abschnitt „Geschichte“ im Artikel Sportverband